# Ертацмінда (Каспський муніципалітет)
Ертацмінда (груз. ერთაწმინდა) — село в Грузії.
За даними перепису населення 2014 року в селі проживає 230 осіб.